# Nabis americoferus
Nabis americoferus är en insektsart som beskrevs av Carayon 1961. Nabis americoferus ingår i släktet Nabis och familjen fältrovskinnbaggar. Inga underarter finns listade i Catalogue of Life.